# کلیسای قدیمی ارامنه
کلیسای قدیمی ارامنه مربوط به دوره قاجار است و در شهرستان سلماس، روستای درشک واقع شده و این اثر در تاریخ ۱۹ اسفند ۱۳۸۰ با شمارهٔ ثبت ۴۸۴۰ به‌عنوان یکی از آثار ملی ایران به ثبت رسیده است.